# سميحة محمد
سميحة محمد (24 يوليو 1920 - 22 ديسمبر 1995)، ممثلة مصرية. عملت في الأدوار الكوميدية في السينما كالحماة أو الجارة وبالرغم أن أدوارها صغيرة في الأعمال التي تقدمها إلا إنها وصلت إلى الشهرة. إلتحقت بالمجال الفني في سن الشباب حيث شاركت في أفلام مثل (عنتر ولبلب) و (اللص والكلاب) و (عاشور قلب الاسد)، بعدها عملت مع عدد من الفنانين الكبار منهم فؤاد المهندس الذي شاركت معه في مسرحية (هالة حبيبتي) وعادل إمام الذي عملت معه في عدة أعمال منها (خلي بالك من جيرانك) و (شعبان تحت الصفر)، إشتهرت بأدوار السيدة المتسلطة، وافتها المنية في نهاية عام 1995.

## أعمالها

### أفلام
| - اللص والثعلب:1995 - الراقصة والشيطان:1992 - الكلبشات:1991 - المشاغبات في السجن:1991-جمالات السجانة - اقتل مراتي و لك تحياتي:1990 - ليلة عسل:1990 - عشش الترجمان:1990 - عنبر الموت:1989 - المنحوس:1987-تفيدة - الجوع:1986 - امرأة مطلقة:1986 - عندما يأتى المساء:1985 - النساء:1985 - المطارد:1985-صباح والدة مهلبية - إحنا بتوع الإسعاف:1984 - الطيب أفندي:1984 - لك يوم يابيه:1984 - آخر الرجال المحترمين:1984 - الثعلب والعنب:1984-زنوبه - نعيمة فاكهة محرمة:1984 - عالم وعالمة:1983-الجارة نبويه - وحوش الميناء:1983 - خمسة باب:1983-سميرة صديقة الطلبة - شاطئ الحظ:1983 - حسن بيه الغلبان:1982 - القفل:1982 - على باب الوزير:1982-أم الطفل مجدي - شعبان تحت الصفر:1980-صاحبة الغرفة - سأعود بلا دموع:1980 - أبو البنات:1980-أم سلطان - اسكندرية ليه:1979 | - خلي بالك من جيرانك:1979-إحدى الجارات - البنت اللي قالت لا:1978-فكيهة - شفيقة ومتولي:1978-فى المولد - شهادة مجنون:1978-نرجس أم ناجي - البنت الحلوة الكدابة:1977-سنية - الدموع في عيون ضاحكة:1977 - التلاقي:1977-أم محمد - ألف بوسة وبوسة:1977-لواحظ - أمواج بلا شاطئ:1976 - غراميات عازب:1976 - الحياة نغم:1976 - فيفا زلاطا:1976-زوجة الحانوتي - المذنبون:1975-ممرضة د. تحسين - شقة في وسط البلد:1975-مشرفة سكن الطالبات - صابرين:1975 - مدينة الصمت:1973 - صور ممنوعة: القصة الثانية (كان):1972 - شياطين البحر:1972-تفيدة - صور ممنوعة:1972 - آدم والنساء:1971 - 5 شارع الحبايب:1971 - الظريف والشهم والطماع:1971 - مغامرة شباب:1970-العروسة - زوجة لخمسة رجال:1970-زوجة الأسطى توفيق - رضا بوند:1970-زوجة محسن - واحد في المليون:1970 - نشال رغم أنفه:1969-الست حميدة - أكاذيب حواء:1969-زوجة محروس - الرعب:1969-أم نبوية - التلميذة والأستاذ:1968-سلوى زوجة عتريس - كيف تسرق مليونير:1968-مؤجرة ملابس | - بابا عايز كده:1968 - الرجل الذي فقد ظله:1968 - أفراح:1968-إمرأة في الشارع - عالم مضحك جداً:1968-عصابة - قنديل أم هاشم:1968-طليقة عم درديرى - الراجل ده حيجنني:1967-زكية العترى - بنت شقية:1967-تفيده البلطجيه - أجازة غرام:1967 - عدو المرأة:1966 - قصر الشوق:1966-عالمه - 3 لصوص:1966-صاحبة قهوة - سيد درويش:1966 - العبيط:1966-مالكة معمل طرشي - شياطين الليل:1966 - المشاغب:1965-بدر والدة نوسة - ايام ضائعة:1965 - طريد الفردوس:1965-طالبة شفاء - مطلوب زوجة فورا:1964-من الدائنين - منتهى الفرح:1963-جارة فايزة - لا وقت للحب:1963-سيدة الحمام - طريق الشيطان:1963-تاجرة القماش - المتمردة:1963 - النشال:1963-جارة ام إسماعيل - بين القصرين:1962-عالمه - اللص والكلاب:1962-جارة نور - تحت سماء المدينة:1961 - عاشور قلب الأسد:1961-زبونة عند نادية - النصاب:1961-صاحبة البيت - أقوى من الحياة:1960-سجانه - غراميات امرأة:1960-صاحبة الغسيل - لوعة الحب:1960-الجارة | - حب وحرمان:1960-أم سيدة المنصوري - شجرة العائلة:1960 - جرب حظك:1956 - القلب له أحكام:1956-راقصة الفرح - ودعت حبك:1956-لاعبة سيرك - نداء الحب:1956-إمرأة في الشارع - كابتن مصر:1955 - إسماعيل يس في الجيش:1955-موزعة شربات في شبكة سميرة - درب المهابيل:1955-الجاره - عرايس في المزاد:1955-الجاره - أيامنا الحلوة:1955-إمرأة في الحاره - لحن الوفاء:1955-من متفرجي المسرح - دلوني يا ناس:1954-الجاره - ارحم دموعي:1954 - عفريتة إسماعيل يس:1954-ام عروسة الريف - الآنسة حنفي:1954-فى زفة حنفى - الملاك الظالم:1954 - الأرض الطيبة:1954-فلاحه - أربع بنات وضابط:1954-إحدى مشرفات الدار - حسن ومرقص وكوهين:1954 - مسمار جحا:1952 - شمشون ولبلب (عنتر ولبلب):1952-جارة خطيبة لبلب - صورة الزفاف:1952 - فرجت:1951-سيده بالحارة - في الهوا سوا:1951-احدى ضيوف الحفل - أولاد الشوارع:1951-عضوة الجمعية - قسمة ونصيب:1950 - ظلموني الناس:1950 - ليلة الدخلة:1950 - جواهر:1949 - ليلة العيد:1949-مدعوه |

| - رحلة أبو الوفا:1991 - الزوجة أول من يعلم:1987 - بكيزة وزغلول:1987 - غريب على الطريق:1984 - الباقي من الزمن ساعة:1982 - كيف تخسر مليون جنيه:1978 - الضحية:1964 - موعد لم يتم | - الكدابين قوي:1993 - علشان خاطر عيونك:1987-أم زلط - هالة حبيبتي:1985 - دول عصابة يا بابا:1982 - تمر حنة:1974 - الدبور:1964-الممرضة نبويه | - وحوي يا وحوي:1969 - فوازير ثلاثي أضواء المسرح |

## روابط خارجية
- سميحة محمد على موقع الدهليز
- سميحة محمد على موقع قاعدة بيانات الأفلام العربية